# Hippeastrum petiolatum
Hippeastrum petiolatum (Açucena de Rio) é uma planta herbácea bulbosa perene florida, da família Amaryllidaceae, distribuída do Paraguai ao Uruguai e Argentina.

## Taxonomia
Descrito por Ferdinand Albin Pax em 1889.

### Sinônimos heterotípicos
- Hippeastrum flammigerum E.Holmb., Anales Mus. Nac. Buenos Aires, ser. 3, 1: 411 (1902).
- Amaryllis flammigera (E.Holmb. ) Traub & Uphof, Herbertia 5: 127 (1938).
- Amaryllis argilagae Traub, Pl. Vida 23: 59 (1967).
- Amaryllis petiolata subsp. cochunensis Ravena, Pl. Vida 26: 78 (1970).
- Hippeastrum argilagae (Traub) Dutilh, Taxon 46: 16 (1997).

## Cultivo
Sol pleno a meia sombra, solo úmido, mas bem drenado, ou vasos. As folhas podem persistir durante todo o ano em condições ideais. A reprodução é exclusivamente por bulbilhos laterais e não dá frutos.

## Ecologia
Floração de primavera.

## Usos
Flores cortadas.